# Vapeur en Folie
Vapeur en Folie is een Belgisch bier van hoge gisting.
Het bier wordt gebrouwen in Brasserie à Vapeur te Pipaix.
Het is een goudblond bier met een alcoholpercentage van 8%. Het etiket is ontworpen door de Belgische striptekenaar Louis-Michel Carpentier, auteur van de stripreeks Chansons Cochonnes. De smaak wordt omschreven als sterk en rond, middelsterk gehopt en gekruid (komijn en zachte sinaasappelschil).